# Celmigratie

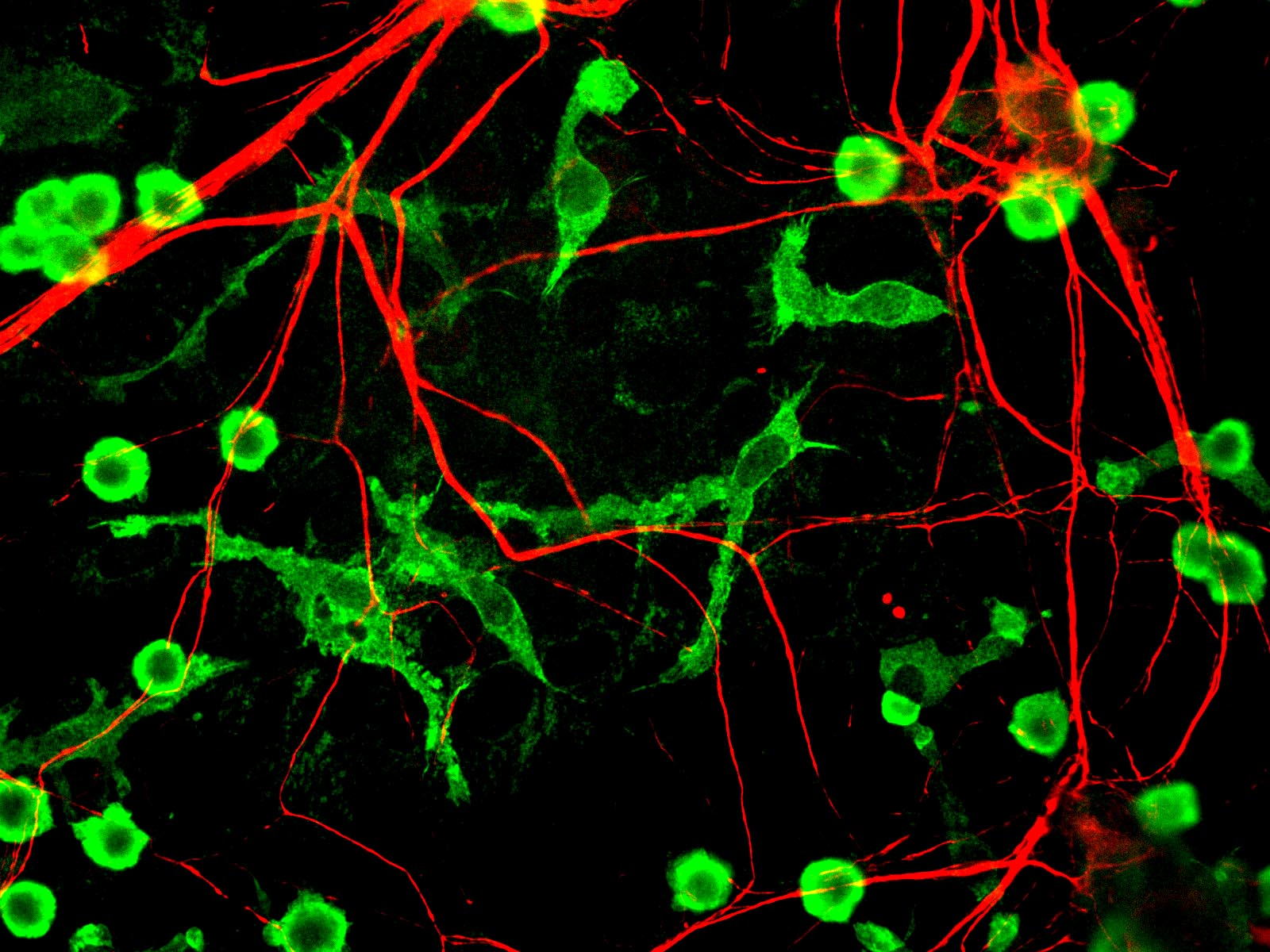
Microgliacellen gebruiken hun lamellipodia (uitlopers) om hun omgeving af te tasten en door het hersenweefsel te migreren

Celmigratie is het proces waarbij cellen in een meercellig organisme voort- of rondbewegen. Verschillende lichaamsprocessen, zoals embryonale ontwikkeling, wondgenezing en immuunreacties vereisen allemaal de gereguleerde beweging van cellen in bepaalde richtingen naar specifieke locaties. Cellen migreren als reactie op specifieke externe signalen, waaronder chemische signalen en mechanische signalen.  Defecten in celmigratie kunnen ernstige gevolgen hebben, waaronder ontwikkelingsstoornissen, vaatziekten en metastase. Er zijn verschillende therapeutische strategieën ontwikkeld die gericht zijn op de mechanismen van celmigratie.
Vanwege de relatief viskeuze extracellulaire omgeving (het lage reynoldsgetal), moeten cellen krachten voortbrengen om te kunnen bewegen. Cellen bewegen zich voort op basis van verschillende mechanismen.  Eencellige prokaryoten en protisten, maar ook zaadcellen, maken gebruik van flagella of cilia om zichzelf voort te stuwen. Migratie van eukaryotische cellen in meercellige organismen, bijvoorbeeld leukocyten, is doorgaans veel complexer, en komt voort uit een combinatie van interne processen. Het gaat meestal om een reorganisatie van het cytoskelet, vaak door gereguleerde polymerisatie van actine.

## Migrerende celtypen

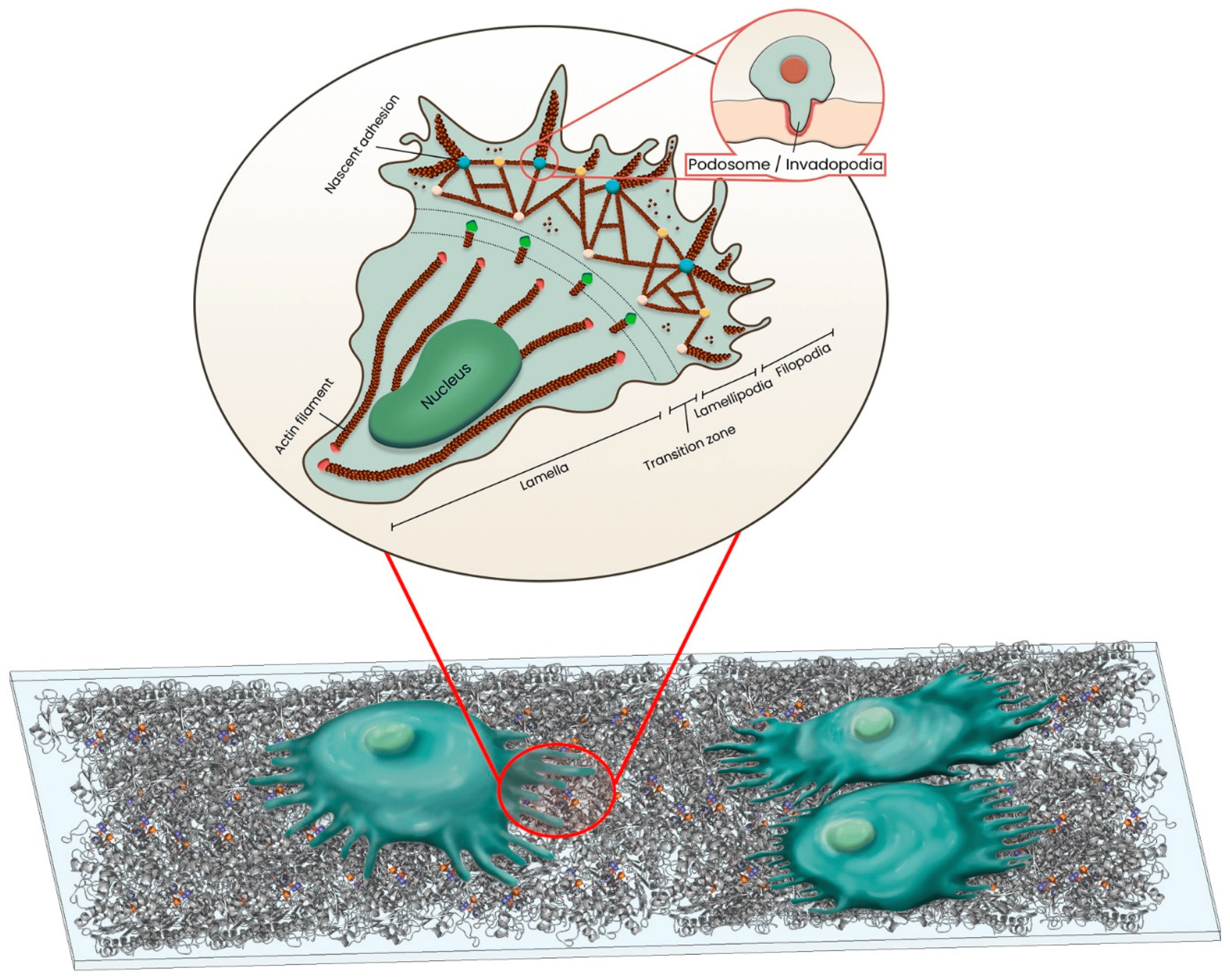
Actineskelet van een migrerende cel

In het lichaam van een gewerveld dier komen tientallen migrerende celtypen voor. Macrofagen en neutrofielen, twee celtypen van het aangeboren immuunsysteem, kruipen naar de plaats waar aan pathogeen is binnengedrongen. Osteoclasten tunnelen door het bot heen en vormen kanalen die opgevuld worden door achternagaande osteoblasten; dit is het proces van hermodellering en vernieuwing van het bot. Fibroblasten migreren op vergelijkbare manier door de bindweefsels, waar ze beschadigde structuren op de plaats van letsel heraanleggen. 
Celmigratie speelt een belangrijke rol in het verloop van verschillende typen kanker: de cellen van de primaire tumor dringen een naburig weefsel binnen en bereiken uiteindelijk een bloedvat of lymfeknoop, waarna ze andere delen van het lichaam bereiken (metastase). De migratie van kankercellen berust op chemotaxis, de architectuur van de extracellulaire matrix en interacties met naburige cellen.

## Onderzoek

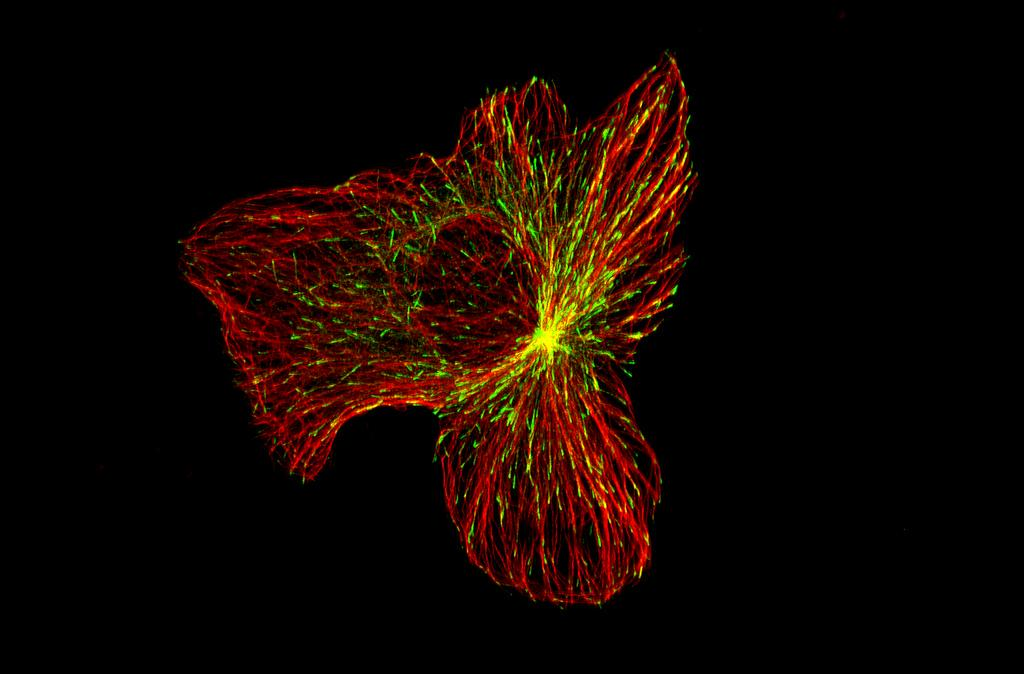
De interne structuur van een migrerende kankercel, met microtubuli rood en microtubuli-uiteinden groen

De migratie van cellen in cultuur kan relatief makkelijk bestudeerd worden met behulp van microscopie. Omdat de celbeweging erg langzaam is (slechts enkele μm/minuut), worden vaak time-lapse microscopische opnames gemaakt zodat men de beweging versneld kan afspelen. In dergelijke opnames is duidelijk te zien dat één kant van de cel (de zogenaamde leading edge) zeer actief is, met een karakteristieke opeenvolging van samentrekkingen en expansies. Deze bewegingen zijn nodig om de cel vooruit te trekken.